# چگونه میلیاردر شدم
چگونه میلیاردر شدم فیلمی تخیلی_کمدی به کارگردانی علی عبدالعلی زاده ساختهٔ سال ۱۳۸۹ است. داستان این فیلم به فرضیه "جهان های موازی" اشاره دارد.

## بازیگران
| بازیگر          | نقش         |
| --------------- | ----------- |
| فتحعلی اویسی    | چنگیز       |
| مهدی امینی خواه | رضا         |
| السا فیروزآذر   | مینا        |
| مریم امیرجلالی  | مهتاب       |
| یوسف صیادی      | کمالی       |
| محمد شیری       | والی پور    |
| ساعد هدایتی     | مسئول پذیرش |
| عباس محبوب      | راننده      |
| کاظم افرندنیا   | سماعی       |